# كيو غاردنز (محطة مترو أنفاق لندن)
كيو غاردنز (بالإنجليزية: Kew Gardens)‏ هي إحدى محطات مترو أنفاق لندن. تقع على خط ديستريكت أفتتحت في المنطقة (Zone) رقم 3 و4 أفتتحت في 1 يوليو 1869، 1 يونيو 1877.